# Cognomen
Cognomen var benämningen på det tredje namnet hos en medborgare i antikens Rom enligt det romerska namnsystemet. De hade sitt ursprung i öknamn eller hedersnamn men blev ofta ärftliga och kunde då beteckna en gren av ätten.
Exempel är:
- Marcus Tullius Cicero
- Gaius Julius Caesar
- Quintus Horatius Flaccus